# Levanidovia mirabilis
Levanidovia mirabilis is een steenvlieg uit de familie Perlodidae. De wetenschappelijke naam van de soort is voor het eerst geldig gepubliceerd in 1989 door Teslenko & Zhiltzova.